# Puchar Litwy w piłce siatkowej mężczyzn (2010)
Rozgrywki o Puchar Litwy w piłce siatkowej mężczyzn w 2010 roku zainaugurowane zostały 24 października. 
Rozgrywki składały się z dwóch turniejów. W Mažoji Taurė rywalizowały drużyny grające w I-a lydze. Dwa najlepsze zespoły awansowały do Didžioji Taurė, gdzie dołączyły do klubów grających w A lydze. Didžioji Taurė składa się z fazy kwalifikacyjnej i turnieju finałowego.
Turniej finałowy rozegrany został w dniach 17-19 grudnia w Šalčininkėlių sporto salė w Solecznikach Małych.
Puchar Litwy zdobyła drużyna Flamingo Volley.

## Terminarz
| Runda               | Termin               | Termin               | Liczba meczów |
| Runda               | pierwszy mecz        | ostatni mecz         | Liczba meczów |
| ------------------- | -------------------- | -------------------- | ------------- |
| Mažoji Taurė        |                      |                      |               |
| I runda             | 24 października 2010 | 25 października 2010 | 5             |
| II runda            | 25 października 2010 | 16 listopada 2010    | 4             |
| Turniej finałowy    | 20 listopada 2010    | 21 listopada 2010    | 6             |
| Didžioji Taurė      |                      |                      |               |
| Faza kwalifikacyjna | 4 grudnia 2010       | 4 grudnia 2010       | 2             |
| Turniej finałowy    | 17 grudnia 2010      | 19 grudnia 2010      | 6             |

## Drużyny uczestniczące
| A lyga               | A lyga      |
| Zespół               | Osiągnięcie |
| -------------------- | ----------- |
| Antivis-Etovis Kelmė | 2. miejsce  |
| Elga Startas         | 3. miejsce  |
| Flamingo Volley      | zwycięstwo  |
| VGTU/MRU             | 4. miejsce  |

| I-a lyga i inne         | I-a lyga i inne |
| Zespół                  | Osiągnięcie     |
| ----------------------- | --------------- |
| Elga Startas 2          | I runda         |
| Enika                   | I runda         |
| KKSC-Norvelita          | 8. miejsce      |
| Klaipėdos Universitetas | I runda         |
| Klaistvita              | II runda        |
| KTU Mintonet            | 6. miejsce      |
| Las Sprendimai/Letpaka  | 5. miejsce      |
| Marito                  | I runda         |
| Statybos Ritmas         | II runda        |
| Tinklas                 | II runda        |
| Viesulo SC              | I runda         |
| VTF                     | II runda        |
| ŽSM Ritmas              | 7. miejsce      |

## Mažoji Taurė

### I runda
| 25.10.2010 | Tinklas | 3:0 (25:14, 25:20, 25:19) | Marito |

| 24.10.2010 | Las Sprendimai/Letpaka | 3:0 (25:18, 25:22, 25:13) | Elga Startas 2 |

| 24.10.2010 | KKSC-Norvelita | 3:0 (25:0, 25:0, 25:0) | Viesulo SC |

| 24.10.2010 | Klaipėdos Universitetas | 1:3 (25:20, 22:25, 17:25, 18:25) | Klaistvita |

| 24.10.2010 | Statybos Ritmas | 3:1 (25:22, 25:15, 14:25, 25:19) | Enika |

### II runda
| 07.11.2010 | Tinklas | 1:3 (25:19, 26:28, 21:25, 22:25) | Las Sprendimai/Letpaka |

| 07.11.2010 | KKSC-Norvelita | 3:2 (25:21, 25:27, 25:23, 14:25, 15:12) | Klaistvita |

| 16.11.2010 | Statybos Ritmas | 0:3 (20:25, 21:25, 22:25) | ŽSM Ritmas |

| 25.10.2010 | VTF | 0:3 (20:25, 10:25, 17:25) | KTU Mintonet |

### Turniej finałowy

#### Tabela
| Lp. | Drużyna                | Pkt | Mecze | Mecze | Mecze | Sety | Sety | Sety  | Małe punkty | Małe punkty | Małe punkty |
| Lp. | Drużyna                | Pkt | M     | W     | P     | wyg. | prz. | ratio | zdob.       | str.        | ratio       |
| --- | ---------------------- | --- | ----- | ----- | ----- | ---- | ---- | ----- | ----------- | ----------- | ----------- |
| 1   | Las Sprendimai/Letpaka | 6   | 3     | 3     | 0     | 9    | 2    | 4.500 | 261         | 199         | 1.312       |
| 2   | KTU Mintonet           | 5   | 3     | 2     | 1     | 8    | 4    | 2.000 | 270         | 231         | 1.169       |
| 3   | ŽSM Ritmas             | 4   | 3     | 1     | 2     | 3    | 6    | 0.500 | 165         | 211         | 0.782       |
| 4   | KKSC-Norvelita         | 3   | 3     | 0     | 3     | 1    | 9    | 0.111 | 189         | 244         | 0.775       |

Źródło: ltf.lt
Zasady ustalania kolejności: 1. liczba zdobytych punktów; 2. wyższy stosunek setów; 3. wyższy stosunek małych punktów.
Punktacja: zwycięstwo – 2 pkt; porażka – 1 pkt

#### Wyniki spotkań
| 20.11.2010 | KKSC-Norvelita | 0:3 (19:25, 21:25, 21:25) | ŽSM Ritmas |

| 20.11.2010 | Las Sprendimai/Letpaka | 3:2 (25:18, 20:25, 25:20, 25:27, 15:12) | KTU Mintonet |

| 21.11.2010 | Las Sprendimai/Letpaka | 3:0 (25:19, 25:13, 26:24) | KKSC-Norvelita |

| 21.11.2010 | KTU Mintonet | 3:0 (25:20, 25:16, 25:13) | ŽSM Ritmas |

| 21.11.2010 | ŽSM Ritmas | 0:3 (17:25, 10:25, 14:25) | Las Sprendimai/Letpaka |

| 21.11.2010 | KKSC-Norvelita | 1:3 (25:18, 17:25, 10:25, 20:25) | KTU Mintonet |

## Didžioji Taurė

### Faza kwalifikacyjna
| 04.12.2010 | Elga Startas | 3:0 (25:21, 25:20, 25:19) | Las Sprendimai/Letpaka |

| 04.12.2010 | Antivis-Etovis Kelmė | 3:0 (25:18, 25:23, 25:22) | KTU-Mintonet |

### Turniej finałowy

#### Tabela
| Lp. | Drużyna              | Pkt | Mecze | Mecze | Mecze | Sety | Sety | Sety  | Małe punkty | Małe punkty | Małe punkty |
| Lp. | Drużyna              | Pkt | M     | W     | P     | wyg. | prz. | ratio | zdob.       | str.        | ratio       |
| --- | -------------------- | --- | ----- | ----- | ----- | ---- | ---- | ----- | ----------- | ----------- | ----------- |
| 1   | Flamingo Volley      | 6   | 3     | 3     | 0     | 9    | 2    | 4.500 | 261         | 212         | 1.231       |
| 2   | Antivis-Etovis Kelmė | 5   | 3     | 2     | 1     | 6    | 8    | 0.750 | 320         | 307         | 1.042       |
| 3   | Elga Startas         | 4   | 3     | 1     | 2     | 5    | 7    | 0.714 | 257         | 275         | 0.935       |
| 4   | VGTU/MRU             | 3   | 3     | 0     | 3     | 2    | 9    | 0.222 | 229         | 273         | 0.839       |

Źródło: ltf.lt
Zasady ustalania kolejności: 1. liczba zdobytych punktów; 2. wyższy stosunek setów; 3. wyższy stosunek małych punktów.
Punktacja: zwycięstwo – 2 pkt; porażka – 1 pkt

#### Wyniki spotkań
| 17.12.2010 | Antivis-Etovis Kelmė | 2:3 (25:22, 22:25, 25:21, 17:25, 16:18) | Flamingo Volley |

| 17.12.2010 | Elga Startas | 3:1 (25:20, 25:22, 21:25, 25:20) | VGTU/MRU |

| 18.12.2010 | Elga Startas | 2:3 (25:23, 25:22, 23:25, 26:28, 6:15) | Antivis-Etovis Kelmė |

| 18.12.2010 | VGTU/MRU | 0:3 (12:25, 21:25, 18:25) | Flamingo Volley |

| 19.12.2010 | Flamingo Volley | 3:0 (25:18, 25:18, 25:20) | Elga Startas |

| 19.12.2010 | Antivis-Etovis Kelmė | 3:1 (25:23, 25:21, 27:29, 25:18) | VGTU/MRU |

## Klasyfikacja końcowa
| Miejsce | Zespół                 |
| ------- | ---------------------- |
| 1       | Flamingo Volley        |
| 2       | Antivis-Etovis Kelmė   |
| 3       | Elga Startas           |
| 4       | VGTU/MRU               |
| 5       | Las Sprendimai/Letpaka |
| 6       | KTU Mintonet           |
| 7       | ŽSM Ritmas             |
| 8       | KKSC-Norvelita         |